# 回龙镇 (冕宁县)
回龙镇，原为回龙乡，是中华人民共和国四川省凉山彝族自治州冕宁县曾经下辖的一个镇。2019年12月，撤销回龙镇，所属行政区域划归若水镇管辖。

## 行政区划
回龙镇撤销前下辖以下地区：
若水村、八显村、古樟村、小凹村、石古村和丰乐村。